# NHibernate
Az NHibernate egy objektum-relációs leképező (ORM) megoldás Microsoft .NET platformhoz: keretrendszert biztosít objektumorientált alap modellről hagyományos relációs adatmodellre való leképzéshez. A célja az, hogy levegye a programozó válláról a perzisztencia megvalósítás terhének jelentős részét. Az NHibernate egy ingyenes szoftver, amely nyílt forrás kódú is, a GNU Lesser General Public License licencelt. Az NHibernate a közkedvelt Java O/R leképző Hibernate szoftver pótlásaként keletkezett .NET platformra.

## Képességek összefoglalása
Az NHibernate fő funkcionalitása az, hogy a .Net osztályokat képes leképezni adatbázis táblákra (azaz CLR adat típusokból SQL adat típusokra tud leképezni). Az NHibernate nyújt szolgáltatásokat az adatok visszanyeréséhez is. Az NHibernate generálja az SQL lekérdezéseket, és megkíméli a fejlesztőt azok elkészítésétől, úgy hogy a kód a lehető legszélesebb skálán használható legyen az SQL szolgáltatók számára, az adatbázis portolhatóság megtartása és lehető legkisebb teljesítmény többlet költség mellett.
Az NHibernate átlátszó perzisztenciát nyújt a normál CLR objektumok számára ("Jó öreg CLR Objektumok", POCO-k). Az egyetlen szigorú megkötés az osztály számára a paraméter nélküli konstruktor megléte, amely nem szükséges, hogy public elérési módosítóval legyen ellátva. (Egyes megoldások megfelelő működése különös figyelmet igényel az Equals() és a GetHashCode() metódusok megvalósítását illetően.)

## Története
Az NHibernate megvalósítását Tom Barrett kezdte el, később Mike Doerfler és Peter Smulovics vette át a fejlesztését. Jelenleg Fabio Maulo a projekt vezetője. 2005 végén, a JBoss Inc.-es (jelenleg a Red Hat része) Sergey Koshcheyev örökölte, és vezette tovább az NHibernate fejlesztéseket teljes munkaidőben. 2006 végén a JBoss leállította a projekt támogatását; jelenleg teljes egészében közösség viszi tovább a projekt fejlesztését.
Az 1.0 verzió inkább a Hibernate 2.1-es verziójának képességeit tükrözte, mint a Hibernate 3-asét, amiből minimálisat valósított meg.
Az NHibernate 1.2.1-et 2007 novemberében adták ki, még több Hibernate 3-as képesség felvonultatásával, és .NET 2.0 támogatással, tárolt eljárások, generikus típusok, és nullable típusok támogatásával.
Az NHibernate 2.0-et 2008. augusztus 23-án adták ki, a Hibernate 3.2 képességeinek szolgáltatásával. Az NHibernate 2.0-s kiadása feladta a .NET 1.1.-es támogatást.
Az NHibernate 2.1 2009. július 17-én látott napvilágot.
Az NHibernate 3.0-et 2010. december 4-én adták ki, és az első olyan verzió volt, amely .Net 3.5-ös verzióját támogatja. Bevezette a beépített LINQ támogatást és egy erősen típusos feltétel-szerű API-t QueryOver néven, új AST-alapú értelmezőt az NHibernate HQL (Hibernate Query Language) motorhoz, ami támogatja az oszlopok lusta betöltését.
Az NHibernate 3.2-t 2011 áprilisában adták ki.
Az NHibernate 3.3-t 2012. április 24-én adták ki.

### Újdonságok a NHibernate 3.2-ben[4]
- Kód alapú leképezés: Könnyű konfigurálás, .hbm.xml használata nem szükséges a továbbiakban;
- Allekérdezés: SQL nézetek entitásokká képezhetők le;
- HQL lapozás: TAKE és SKIP a HQL-ben;
- Beépített bájtkód szolgáltató: eggyel kevesebb DLL, amit telepíteni kell.

### Újdonságok a NHibernate 3.3-ban[5]
- Több fejlesztés a LINQ kiszolgálóban, hogy az általa kezelt lekérdezések halmaza bővüljön.
- Az id generátorok "enhanced" családjának bevezetése. Ez másolható szekvenciaként vagy táblába, beépített támogatása több id sorozat nyomkövetésére azonos táblában, és egy közös halmaz a optimalizálásokhoz, amelyek implementáltak HiLo vagy Pooled algoritmusokkal is.
- néhány új funkció az előző verzió kód alapú leképezéséhez.
- rengeteg hibajavítás más területeken.

## Fejlesztések
Nyílt forrású szoftverként az NHibernate-hez rengetegen hozzájárulást kapott a közösségtől. Ezek legtöbbje direkt belső funkcióként került be a szoftverbe, a többit a felhasználók eszközökben és dokumentációkként szolgáltatták.
A LINQ implementáció lehetővé tette a nyelvbe épített lekérdezések NHibernate-es alkalmazását.

## Példa
Az alábbi kódrészlet hozzáad egy objektumot az adatbázishoz, illetve vissza nyeri azt, módosít és frissít egy objektumot az NHibernate használatával.
```
//Hozzá ad egy Customer-t (vásárló) az adattárolóhoz

//'sessionFactory' egy szálbiztos objektum amely egyszer fordul az alkalmazás élettartama alatt (eltarthat pá másodpercig)

//a konfigurációs fájlok alapján amelyek a táblák C# objektumokká történő leképzését határozzák meg

//(értsd, mely tulajdonságok mely oszlopokká kerülnek leképzésre)

//

//'session' nem szálbiztos, gyorsan lekérhető és egy adatbázis kapcsolatként tekinthetünk rá

using
 
(
var
 
session
 
=
 
sessionFactory
.
OpenSession
())

{

    
//a tranzakció egy db adatátvitelt felügyel

    
using
 
(
ITransaction
 
transaction
 
=
 
session
.
BeginTransaction
())

    
{

        
//Az alábbi sor hozzáadja a customert az NHibernate objektum listájához, hogy az adatbázisba illessze azt,

        
//de az az SQL insert parancs még ekkor nem kerül végrehajtásra*.

        
//*ha a Id-t az adatbázis generálja (értsd automatikusan növelt szám az oszlop típusa)

        
//akkor az NHibernate le fogja futtatni az SQL INSERT-et amikor a .Save meghívásra kerül

        
session
.
Save
(
new
 
Customer
 
{
 
Id
 
=
 
Guid
.
NewGuid
(),
 
FirstName
 
=
 
"Bill"
,
 
Age
 
=
 
50
 
});

        
//Az alábbi utasítás lefuttatja az SQL INSERT-et és véglegesíti a tranzakciót a hívással

        
transaction
.
Commit
();

    
}

}

//Visszanyeri a Customer-t a db-ből, megváltoztatja a bejegyzést és frissíti az adatbázisban

using
 
(
var
 
session
 
=
 
sessionFactory
.
OpenSession
())

using
 
(
ITransaction
 
transaction
 
=
 
session
.
BeginTransaction
())

{

    
//a session lekérdezése egy IQueryable<Customer>-el tér vissza. (megj.: a LINQ kollekciókkal dolgozik)

    
//csak a .FirstOrDefault hívásakor futtatja az NHibernate az SQL lekérdezést

    
Customer
 
customer
 
=
 
session
.
Query
<
Customer
>
().
Where
(
c
 
=>
 
c
.
Token
 
==
 
token
 
).
FirstOrDefault
();

    
//Most már a Customer része a 'session' objektumnak és a NHibernate figyel a rajta végrehajtott változtatásokra

    
//tegyük hát meg

    
if
(
 
customer
 
!=
 
null
 
)

    
{

        
//egy tulajdonság megváltoztatása nem okoz SQL lekérdezést

        
customer
.
TokenVerified
 
=
 
true
;

       
//A tranzakció véglegesítése egy SQL UPDATE utasítás végrehajtását eredményezi

       
//NHibernate követi a 'customer' változásait a betöltése óta

       
transaction
.
Commit
();

    
}

}

```

Megjegyzendő, hogy NHibernate beállításain múlik, hogy az NHibernate mikor futtatja az SQL utasításokat.

## Ajánlott könyvek
- NHibernate 3.0 Cookbook [archivált változat], 1st, Packt Publishing (2010. október 4.). ISBN 1849513043. Hozzáférés ideje: 2012. május 7. [archiválás ideje: 2012. április 20.]
- NHibernate 2 Beginner's Guide [archivált változat], 1st, Packt Publishing (2010. május 5.). ISBN 1847198902. Hozzáférés ideje: 2012. május 7. [archiválás ideje: 2012. május 9.]
- NHibernate in Action. Manning Publications (February 2009). ISBN 1932394923

## Külső hivatkozások
- NHibernate Homepage
- NHibernate Sourceforge Summary
- NHibernate overview by Justin Gehtland Archiválva 2007. december 27-i dátummal a Wayback Machine-ben Part 2 Archiválva 2007. december 27-i dátummal a Wayback Machine-ben
- NuGet NHibernate package

## Fordítás
Ez a szócikk részben vagy egészben  a   NHibernate című angol Wikipédia-szócikk ezen változatának fordításán alapul.  Az eredeti cikk szerkesztőit annak laptörténete sorolja fel. Ez a jelzés csupán a megfogalmazás eredetét és a szerzői jogokat jelzi, nem szolgál a cikkben szereplő információk forrásmegjelöléseként.